# Cinquième district congressionnel de Caroline du Sud
Le 5e district congressionnel de Caroline du Sud est un district situé dans le nord de la Caroline du Sud, limitrophe de la Caroline du Nord. Le district comprend la totalité des comtés de Cherokee, Chester, Fairfield, Kershaw, Lancaster, Lee, Union et York et certaines parties des comtés de Newberry, Spartanburg et Sumter. La majeure partie de sa population vit du côté de la Caroline du Sud de la zone métropolitaine de Charlotte, y compris les villes à croissance rapide de Rock Hill, Fort Mill et Lake Wylie. En dehors de la banlieue de Charlotte, le district est majoritairement rural et agricole. Les frontières des districts ont été réduites à partir de certains des comtés les plus à l'est lors du redécoupage de 2012.
Le caractère du district est très similaire à celui d'autres districts essentiellement ruraux du sud. Les démocrates occupent toujours la plupart des postes en dehors du comté de York, dominé par les républicains. Cependant, peu de démocrates de la région peuvent être décrits comme libéraux selon les normes nationales ; la plupart sont plutôt conservateurs sur les questions sociales, mais moins sur les questions économiques. Les plus grands blocs d'électeurs républicains se trouvent dans la banlieue en croissance rapide de Charlotte, ainsi que dans le comté de Cherokee, qui partage la tendance républicaine avec la majeure partie du reste du nord de l'État. Le comté de York est de loin le plus grand comté du district, avec près d'un tiers de sa population, et sa tendance de plus en plus républicaine a poussé le district dans son ensemble dans la colonne républicaine ces dernières années.
En novembre 2010, le Républicain Mick Mulvaney a battu le Représentant de longue date John Spratt et est devenu le premier Républicain depuis Robert Smalls et la fin de la Reconstruction à représenter le district. À la suite de la confirmation de Mulvaney au poste de directeur du Bureau de la gestion et du budget, une élection spéciale a eu lieu en 2017 pour déterminer son successeur. Le Républicain Ralph Norman a remporté de peu les élections spéciales contre Archie Parnell.
De 2003 à 2013, le district comprenait les comtés de Cherokee, Chester, Chesterfield, Darlington, Dillon, Fairfield, Kershaw, Lancaster, Marlboro, Newberry et York et certaines parties des comtés de Florence, Lee et Sumter.

## Géographie
Comtés dans la carter 2023 - 2033
- Comté de Cherokee
- Comté de Chester
- Comté de Fairfield
- Comté de Kershaw
- Comté de Lancaster
- Comté de Lee
- Comté de Spartanburg (en partie)
- Comté de Sumter (en partie)
- Comté d'Union
- Comté de York

## Historique de vote
| Année | Poste     | Résultats               |
| ----- | --------- | ----------------------- |
| 2000  | Président | Bush 56,0 % – 42,0 %    |
| 2004  | Président | Bush 57,0 % – 42,0 %    |
| 2008  | Président | McCain 53,04 % – 45,8 % |
| 2012  | Président | Romney 55,1 % – 43,6 %  |
| 2016  | Président | Trump 57,3 % – 38,8 %   |
| 2020  | Président | Trump 58,4 % - 41,5 %   |

## Liste des Représentants du district
| Membre                           | Parti                         | Années                             | Congrès     | Histoire électorale | Zone géographique             |
| -------------------------------- | ----------------------------- | ---------------------------------- | ----------- | --- | ----------------------------- |
| District établi le 4 mars 1789   |                               |                                    |             | |                               |
| Thomas Tudor Tucker (en)         | Anti-Administration           | 4 mars 1789 - 3 mars 1793          | 1re , 2e    | Élu en 1788. Réélu en 1790. Retrait. | 1789–1793 District Ninety-Six |
| Alexander Gillon (en)            | Anti-Administration           | 4 mars 1793 - 6 octobre 1794       | 3e          | Élu en 1793. Décès. | 1793–1797 District Ninety-Six |
| Vacant                           | Vacant                        | 6 octobre 1794 - 9 février 1795    | 3e          | | 1793–1797 District Ninety-Six |
| Robert Goodloe Harper (en)       | Pro Administration            | 9 février 1795 - 3 mars 1795       | 3e , 6e     | Élu le 13-14 octobre 1794 pour terminer le mandat de Gillon et élu le même jour pour le mandat suivant. Réélu en 1796. Réélu en 1798. Retrait.                                                                                      | 1793–1797 District Ninety-Six |
| Robert Goodloe Harper (en)       | Fédéraliste                   | 4 mars 1795 - 3 mars 1801          | 3e , 6e     | Élu le 13-14 octobre 1794 pour terminer le mandat de Gillon et élu le même jour pour le mandat suivant. Réélu en 1796. Réélu en 1798. Retrait.                                                                                      | 1793–1797 District Ninety-Six |
| Robert Goodloe Harper (en)       | Fédéraliste                   | 4 mars 1795 - 3 mars 1801          | 3e , 6e     | Élu le 13-14 octobre 1794 pour terminer le mandat de Gillon et élu le même jour pour le mandat suivant. Réélu en 1796. Réélu en 1798. Retrait.                                                                                      | 1797–1803 District Ninety-Six |
| William Butler (en)              | Républicain-Démocrate         | 4 mars 1801 - 3 mars 1803          | 7e          | Élu en 1800. Redécoupage vers le 2e district. |                               |
| Richard Winn (en)                | Républicain-Démocrate         | 4 mars 1803 - 3 mars 1813          | 8e - 12e    | Redécoupage depuis le 4e district et réélu en 1803. Réélu en 1804. Réélu en 1806. Réélu en 1808. Réélu en 1810. Retrait. | 1803–1813 District Sumter     |
| David R. Evans (en)              | Républicain-Démocrate         | 4 mars 1813 - 3 mars 1815          | 13e         | Élu en 1812. Retrait. | 1813–1823 District Newberry   |
| William Woodward (en)            | Républicain-Démocrate         | 4 mars 1815 - 3 mars 1817          | 14e         | Élu en 1814. Perd sa réélection. | 1813–1823 District Newberry   |
| Starling Tucker (en)             | Républicain-Démocrate         | 4 mars 1817 - 3 mars 1823          | 15e - 17e   | Élu en 1816. Réélu en 1818. Réélu en 1820. Redécoupage vers le 9e district. | 1813–1823 District Newberry   |
| George McDuffie (en)             | Républicain-Démocrate Jackson | 4 mars 1823 - 3 mars 1825          | 18e - 23e   | Redécoupage depuis le 6e district et réélu en 1823. Réélu en 1824. Réélu en 1826. Réélu en 1828. Réélu en 1830. Réélu en 1833. Réélu en 1834. Démissionne pour devenir Gouverneur de Caroline du Sud.                               | 1823–1833 District Edgefield  |
| George McDuffie (en)             | Jacksonien (en)               | 4 mars 1825 - 3 mars 1831          | 18e - 23e   | Redécoupage depuis le 6e district et réélu en 1823. Réélu en 1824. Réélu en 1826. Réélu en 1828. Réélu en 1830. Réélu en 1833. Réélu en 1834. Démissionne pour devenir Gouverneur de Caroline du Sud.                               | 1823–1833 District Edgefield  |
| George McDuffie (en)             | Nullifer (en)                 | 4 mars 1831 - 1834                 | 18e - 23e   | Redécoupage depuis le 6e district et réélu en 1823. Réélu en 1824. Réélu en 1826. Réélu en 1828. Réélu en 1830. Réélu en 1833. Réélu en 1834. Démissionne pour devenir Gouverneur de Caroline du Sud.                               | 1823–1833 District Edgefield  |
| George McDuffie (en)             | Nullifer (en)                 | 4 mars 1831 - 1834                 | 18e - 23e   | Redécoupage depuis le 6e district et réélu en 1823. Réélu en 1824. Réélu en 1826. Réélu en 1828. Réélu en 1830. Réélu en 1833. Réélu en 1834. Démissionne pour devenir Gouverneur de Caroline du Sud.                               | 1833–1843                     |
| Vacant                           | Vacant                        | 1834 - 8 décembre 1834             | 23e         | |                               |
| Francis W. Pickens (en)          | Nullifer (en)                 | 8 décembre 1834 - 3 mars 1839      | 23e - 27e   | Élu pour terminer le mandat de McDuffie. Également élu pour un autre mandat. Réélu en 1836. Réélu en 1838. Réélu en 1840. Retrait.                                                                                                  |                               |
| Francis W. Pickens (en)          | Démocrate                     | 4 mars 1839 - 3 mars 1843          | 23e - 27e   | Élu pour terminer le mandat de McDuffie. Également élu pour un autre mandat. Réélu en 1836. Réélu en 1838. Réélu en 1840. Retrait.                                                                                                  |                               |
| Armistead Burt (en)              | Démocrate                     | 4 mars 1843 - 3 mars 1853          | 28e - 32e   | Élu en 1843. Réélu en 1844. Réélu en 1846. Réélu en 1848. Réélu en 1850. Retrait. | 1843–1853                     |
| James L. Orr (en)                | Démocrate                     | 4 mars 1853 - 3 mars 1859          | 33e - 35e   | Redécoupage depuis le 2e district et réélu en 1853. Réélu en 1854. Réélu en 1856. Retrait. | 1853–1860                     |
| John D. Ashmore (en)             | Démocrate                     | 4 mars 1859 - 21 décembre 1860     | 36e         | Élu en 1858. Réélu en 1860 mais démissionne à la suite de la guerre civile. | 1853–1860                     |
| District inactif                 | District inactif              | 21 décembre 1860 - 3 mars 1863     | 36e , 37e   | Guerre de Sécession | Guerre de Sécession           |
| District supprimé le 4 mars 1863 |                               |                                    |             | |                               |
| District rétablit le 4 mars 1875 |                               |                                    |             | |                               |
| Robert Smalls                    | Républicain                   | 4 mars 1875 - 3 mars 1879          | 44e , 45e   | Élu en 1874. Réélu en 1876. Perd sa réélection. | 1875–1883                     |
| George D. Tillman (en)           | Démocrate                     | 4 mars 1879 - 19 juillet 1882      | 46e , 47e   | Élu en 1878. Réélu en 1880. Perd la contestation de son élection. | 1875–1883                     |
| Robert Smalls                    | Républicain                   | 19 juillet 1882 - 3 mars 1883      | 47e         | Remporte la contestation de son élection. Retrait. | 1875–1883                     |
| John J. Hemphill (en)            | Démocrate                     | 4 mars 1883 - 3 mars 1893          | 48e - 52e   | Élu en 1882. Réélu en 1884. Réélu en 1886. Réélu en 1888. Réélu en 1890. Perd sa renomination. | 1883–1893                     |
| Thomas J. Strait (en)            | Démocrate                     | 4 mars 1893 - 3 mars 1899          | 53e - 55e   | Élu en 1892. Réélu en 1894. Réélu en 1896. Perd sa renomination. | 1893–1903                     |
| David E. Finley (en)             | Démocrate                     | 4 mars 1899 - 26 janvier 1917      | 56e - 64e   | Élu en 1898. Réélu en 1900. Réélu en 1902. Réélu en 1904. Réélu en 1906. Réélu en 1908. Réélu en 1910. Réélu en 1912. Réélu en 1914. Réélu en 1916 mais décède avant le début du mandat suivant.                                    | 1893–1903                     |
| 1903–1913                        |                               |                                    | 56e - 64e   | Élu en 1898. Réélu en 1900. Réélu en 1902. Réélu en 1904. Réélu en 1906. Réélu en 1908. Réélu en 1910. Réélu en 1912. Réélu en 1914. Réélu en 1916 mais décède avant le début du mandat suivant.                                    |                               |
| 1913–1923                        |                               |                                    | 56e - 64e   | Élu en 1898. Réélu en 1900. Réélu en 1902. Réélu en 1904. Réélu en 1906. Réélu en 1908. Réélu en 1910. Réélu en 1912. Réélu en 1914. Réélu en 1916 mais décède avant le début du mandat suivant.                                    |                               |
| Vacant                           | Vacant                        | 26 janvier 1917 - 21 février 1917  | 64          | |                               |
| Paul G. McCorkle (en)            | Démocrate                     | 21 février 1917 - 3 mars 1917      | 64          | Élu pour terminer le mandat de Finlay dans le 64e Congrès. Retrait. |                               |
| William F. Stevenson (en)        | Démocrate                     | 4 mars 1917 - 3 mars 1933          | 65e - 72e   | Élu pour terminer le mandat de Finley dans le 65e Congrès. Réélu en 1918. Réélu en 1920. Réélu en 1922. Réélu en 1924. Réélu en 1926. Réélu en 1928. Réélu en 1930. Perd sa renomination.                                           |                               |
| 1923–1933                        |                               |                                    | 65e - 72e   | Élu pour terminer le mandat de Finley dans le 65e Congrès. Réélu en 1918. Réélu en 1920. Réélu en 1922. Réélu en 1924. Réélu en 1926. Réélu en 1928. Réélu en 1930. Perd sa renomination.                                           |                               |
| James P. Richards                | Démocrate                     | 4 mars 1933 - 3 janvier 1957       | 73e - 84e   | Élu en 1932. Réélu en 1934. Réélu en 1936. Réélu en 1938. Réélu en 1940. Réélu en 1942. Réélu en 1944. Réélu en 1946. Réélu en 1948. Réélu en 1950. Réélu en 1952. Réélu en 1954. Retrait.                                          | 1933–1943                     |
| 1943–1953                        |                               |                                    | 73e - 84e   | Élu en 1932. Réélu en 1934. Réélu en 1936. Réélu en 1938. Réélu en 1940. Réélu en 1942. Réélu en 1944. Réélu en 1946. Réélu en 1948. Réélu en 1950. Réélu en 1952. Réélu en 1954. Retrait.                                          |                               |
| 1953–1963                        |                               |                                    | 73e - 84e   | Élu en 1932. Réélu en 1934. Réélu en 1936. Réélu en 1938. Réélu en 1940. Réélu en 1942. Réélu en 1944. Réélu en 1946. Réélu en 1948. Réélu en 1950. Réélu en 1952. Réélu en 1954. Retrait.                                          |                               |
| Robert W. Hemphill (en)          | Démocrate                     | 3 janvier 1957 - 1er mai 1964      | 85e - 88e   | Élu en 1956. Réélu en 1958. Réélu en 1960. Réélu en 1962. Démissionne pour devenir Juge de District des États-Unis pour le District de Caroline du Sud                                                                              |                               |
| 1963–1973                        |                               |                                    | 85e - 88e   | Élu en 1956. Réélu en 1958. Réélu en 1960. Réélu en 1962. Démissionne pour devenir Juge de District des États-Unis pour le District de Caroline du Sud                                                                              |                               |
| Vacant                           | Vacant                        | 1er mai 1964 - 3 novembre 1964     | 88e         | |                               |
| Thomas S. Gettys (en)            | Démocrate                     | 3 novembre 1964 - 31 décembre 1974 | 88e - 93e   | Élu pour terminer le mandat de Hemphill. Également élu pour un autre mandat. Réélu en 1966. Réélu en 1968. Réélu en 1970. Réélu en 1972. Retrait et démissionne avant le début du mandat suivant.                                   |                               |
| 1973–1983                        |                               |                                    | 88e - 93e   | Élu pour terminer le mandat de Hemphill. Également élu pour un autre mandat. Réélu en 1966. Réélu en 1968. Réélu en 1970. Réélu en 1972. Retrait et démissionne avant le début du mandat suivant.                                   |                               |
| Kenneth L. Holland (en)          | Démocrate                     | 3 janvier 1975 - 3 janvier 1983    | 94e - 98e   | Élu en 1974. Réélu en 1976. Réélu en 1978. Réélu en 1980. Retrait. |                               |
| John Spratt                      | Démocrate                     | 3 janvier 1983 - 3 janvier 2011    | 98e - 111e  | Élu en 1982. Réélu en 1984. Réélu en 1986. Réélu en 1988. Réélu en 1990. Réélu en 1992. Réélu en 1994. Réélu en 1996. Réélu en 1998. Réélu en 2000. Réélu en 2002. Réélu en 2004. Réélu en 2006. Réélu en 2008. Perd sa réélection. | 1983–1993                     |
| 1993–2003                        |                               |                                    | 98e - 111e  | Élu en 1982. Réélu en 1984. Réélu en 1986. Réélu en 1988. Réélu en 1990. Réélu en 1992. Réélu en 1994. Réélu en 1996. Réélu en 1998. Réélu en 2000. Réélu en 2002. Réélu en 2004. Réélu en 2006. Réélu en 2008. Perd sa réélection. |                               |
| 2003–2013                        |                               |                                    | 98e - 111e  | Élu en 1982. Réélu en 1984. Réélu en 1986. Réélu en 1988. Réélu en 1990. Réélu en 1992. Réélu en 1994. Réélu en 1996. Réélu en 1998. Réélu en 2000. Réélu en 2002. Réélu en 2004. Réélu en 2006. Réélu en 2008. Perd sa réélection. |                               |
| Mick Mulvaney                    | Républicain                   | 3 janvier 2011 - 16 février 2017   | 112e - 115e | Élu en 2010. Réélu en 2012. Réélu en 2014. Réélu en 2016. Démissionne pour devenir Directeur du Office of Management and Budget. |                               |
| 2013–2023                        |                               |                                    | 112e - 115e | Élu en 2010. Réélu en 2012. Réélu en 2014. Réélu en 2016. Démissionne pour devenir Directeur du Office of Management and Budget. |                               |
| Vacant                           | Vacant                        | 16 février 2017 - 20 juin 2017     | 115e        | |                               |
| Ralph Norman                     | Républicain                   | 20 juin 2017 - Présent             | 115e - 118e | Élu pour terminer le mandat de Mulvaney. Réélu en 2018. Réélu en 2020. Réélu en 2022. |                               |
| Ralph Norman                     | Républicain                   | 20 juin 2017 - Présent             | 115e - 118e | Élu pour terminer le mandat de Mulvaney. Réélu en 2018. Réélu en 2020. Réélu en 2022. | 2023–2033                     |

## Résultats des récentes élections
Voici les résultats des dix précédents cycles électoraux dans le district.

### 2004
| Élection de 2004 du 5e district congressionnel de Caroline du Sud | Élection de 2004 du 5e district congressionnel de Caroline du Sud | Élection de 2004 du 5e district congressionnel de Caroline du Sud | Élection de 2004 du 5e district congressionnel de Caroline du Sud | Élection de 2004 du 5e district congressionnel de Caroline du Sud |
| ----------------------------------------------------------------- | ----------------------------------------------------------------- | ----------------------------------------------------------------- | ----------------------------------------------------------------- | ----------------------------------------------------------------- |
| Parti                                                             | Parti                                                             | Candidat                                                          | Votes                                                             | %                                                                 |
|                                                                   | Démocrate                                                         | John Spratt (sortant)                                             | 152 867                                                           | 63,0                                                              |
|                                                                   | Républicain                                                       | Albert F. Spencer                                                 | 89 568                                                            | 36,9                                                              |
|                                                                   | Write-In                                                          | Write-In                                                          | 83                                                                | 0,0                                                               |
| Total des votes                                                   | Total des votes                                                   | Total des votes                                                   | 242 518                                                           | 100 %                                                             |
|                                                                   | Les Démocrates conservent                                         |                                                                   |                                                                   |                                                                   |

### 2006
| Élection de 2006 du 5e district congressionnel de Caroline du Sud | Élection de 2006 du 5e district congressionnel de Caroline du Sud | Élection de 2006 du 5e district congressionnel de Caroline du Sud | Élection de 2006 du 5e district congressionnel de Caroline du Sud | Élection de 2006 du 5e district congressionnel de Caroline du Sud |
| ----------------------------------------------------------------- | ----------------------------------------------------------------- | ----------------------------------------------------------------- | ----------------------------------------------------------------- | ----------------------------------------------------------------- |
| Parti                                                             | Parti                                                             | Candidat                                                          | Votes                                                             | %                                                                 |
|                                                                   | Démocrate                                                         | John Spratt (sortant)                                             | 99 669                                                            | 56,9                                                              |
|                                                                   | Républicain                                                       | Ralph Norman                                                      | 75 422                                                            | 43,1                                                              |
|                                                                   | Write-In                                                          | Write-In                                                          | 63                                                                | 0,0                                                               |
| Total des votes                                                   | Total des votes                                                   | Total des votes                                                   | 175 154                                                           | 100 %                                                             |
|                                                                   | Les Démocrates conservent                                         |                                                                   |                                                                   |                                                                   |

### 2008
| Élection de 2008 du 5e district congressionnel de Caroline du Sud | Élection de 2008 du 5e district congressionnel de Caroline du Sud | Élection de 2008 du 5e district congressionnel de Caroline du Sud | Élection de 2008 du 5e district congressionnel de Caroline du Sud | Élection de 2008 du 5e district congressionnel de Caroline du Sud |
| ----------------------------------------------------------------- | ----------------------------------------------------------------- | ----------------------------------------------------------------- | ----------------------------------------------------------------- | ----------------------------------------------------------------- |
| Parti                                                             | Parti                                                             | Candidat                                                          | Votes                                                             | %                                                                 |
|                                                                   | Démocrate                                                         | John Spratt (sortant)                                             | 188 785                                                           | 61,6                                                              |
|                                                                   | Républicain                                                       | Albert F. Spencer                                                 | 113 282                                                           | 37,0                                                              |
|                                                                   | Constitution                                                      | Frank Waggoner                                                    | 4 093                                                             | 1,3                                                               |
|                                                                   | Write-In                                                          | Write-In                                                          | 125                                                               | 0,0                                                               |
| Total des votes                                                   | Total des votes                                                   | Total des votes                                                   | 306 285                                                           | 100 %                                                             |
|                                                                   | Les Démocrates conservent                                         |                                                                   |                                                                   |                                                                   |

### 2010
| Élection de 2010 du 5e district congressionnel de Caroline du Sud | Élection de 2010 du 5e district congressionnel de Caroline du Sud | Élection de 2010 du 5e district congressionnel de Caroline du Sud | Élection de 2010 du 5e district congressionnel de Caroline du Sud | Élection de 2010 du 5e district congressionnel de Caroline du Sud |
| ----------------------------------------------------------------- | ----------------------------------------------------------------- | ----------------------------------------------------------------- | ----------------------------------------------------------------- | ----------------------------------------------------------------- |
| Parti                                                             | Parti                                                             | Candidat                                                          | Votes                                                             | %                                                                 |
|                                                                   | Républicain                                                       | Mick Mulvaney                                                     | 125 834                                                           | 55,2                                                              |
|                                                                   | Démocrate                                                         | John Spratt (sortant)                                             | 102 296                                                           | 44,8                                                              |
|                                                                   | Write-In                                                          | Write-In                                                          | 0                                                                 | 0,0                                                               |
| Total des votes                                                   | Total des votes                                                   | Total des votes                                                   | 228 130                                                           | 100 %                                                             |
|                                                                   | Les Républicains prennent aux Démocrates                          |                                                                   |                                                                   |                                                                   |

### 2012
| Élection de 2012 du 5e district congressionnel de Caroline du Sud | Élection de 2012 du 5e district congressionnel de Caroline du Sud | Élection de 2012 du 5e district congressionnel de Caroline du Sud | Élection de 2012 du 5e district congressionnel de Caroline du Sud | Élection de 2012 du 5e district congressionnel de Caroline du Sud |
| ----------------------------------------------------------------- | ----------------------------------------------------------------- | ----------------------------------------------------------------- | ----------------------------------------------------------------- | ----------------------------------------------------------------- |
| Parti                                                             | Parti                                                             | Candidat                                                          | Votes                                                             | %                                                                 |
|                                                                   | Républicain                                                       | Mick Mulvaney (sortant)                                           | 154 324                                                           | 55,5                                                              |
|                                                                   | Démocrate                                                         | Joyce Knott                                                       | 123 443                                                           | 44,4                                                              |
|                                                                   | Write-In                                                          | Write-In                                                          | 236                                                               | 0,1                                                               |
| Total des votes                                                   | Total des votes                                                   | Total des votes                                                   | 278 003                                                           | 100 %                                                             |
|                                                                   | Les Républicains conservent                                       |                                                                   |                                                                   |                                                                   |

### 2014
| Élection de 2014 du 5e district congressionnel de Caroline du Sud | Élection de 2014 du 5e district congressionnel de Caroline du Sud | Élection de 2014 du 5e district congressionnel de Caroline du Sud | Élection de 2014 du 5e district congressionnel de Caroline du Sud | Élection de 2014 du 5e district congressionnel de Caroline du Sud |
| ----------------------------------------------------------------- | ----------------------------------------------------------------- | ----------------------------------------------------------------- | ----------------------------------------------------------------- | ----------------------------------------------------------------- |
| Parti                                                             | Parti                                                             | Candidat                                                          | Votes                                                             | %                                                                 |
|                                                                   | Républicain                                                       | Mick Mulvaney (sortant)                                           | 103 078                                                           | 58,9                                                              |
|                                                                   | Démocrate                                                         | Tom Adams                                                         | 71 985                                                            | 41,1                                                              |
|                                                                   | Write-In                                                          | Write-In                                                          | 82                                                                | 0,0                                                               |
| Total des votes                                                   | Total des votes                                                   | Total des votes                                                   | 175 145                                                           | 100 %                                                             |
|                                                                   | Les Républicains conservent                                       |                                                                   |                                                                   |                                                                   |

### 2016
| Élection de 2016 du 5e district congressionnel de Caroline du Sud | Élection de 2016 du 5e district congressionnel de Caroline du Sud | Élection de 2016 du 5e district congressionnel de Caroline du Sud | Élection de 2016 du 5e district congressionnel de Caroline du Sud | Élection de 2016 du 5e district congressionnel de Caroline du Sud |
| ----------------------------------------------------------------- | ----------------------------------------------------------------- | ----------------------------------------------------------------- | ----------------------------------------------------------------- | ----------------------------------------------------------------- |
| Parti                                                             | Parti                                                             | Candidat                                                          | Votes                                                             | %                                                                 |
|                                                                   | Républicain                                                       | Mick Mulvaney (sortant)                                           | 161 669                                                           | 59,2                                                              |
|                                                                   | Démocrate                                                         | Fran Person                                                       | 105 772                                                           | 38,7                                                              |
|                                                                   | American (en)                                                     | Rudy Barnes Jr.                                                   | 5 388                                                             | 2,0                                                               |
|                                                                   | Write-In                                                          | Write-In                                                          | 177                                                               | 0,1                                                               |
| Total des votes                                                   | Total des votes                                                   | Total des votes                                                   | 273 006                                                           | 100 %                                                             |
|                                                                   | Les Républicains conservent                                       |                                                                   |                                                                   |                                                                   |

### 2017 (Spéciale)
| Élection spéciale de 2017 du 5e district congressionnel de Caroline du Sud | Élection spéciale de 2017 du 5e district congressionnel de Caroline du Sud | Élection spéciale de 2017 du 5e district congressionnel de Caroline du Sud | Élection spéciale de 2017 du 5e district congressionnel de Caroline du Sud | Élection spéciale de 2017 du 5e district congressionnel de Caroline du Sud |
| -------------------------------------------------------------------------- | -------------------------------------------------------------------------- | -------------------------------------------------------------------------- | -------------------------------------------------------------------------- | -------------------------------------------------------------------------- |
| Parti                                                                      | Parti                                                                      | Candidat                                                                   | Votes                                                                      | %                                                                          |
|                                                                            | Républicain                                                                | Ralph Norman                                                               | 45 076                                                                     | 51,05                                                                      |
|                                                                            | Démocrate                                                                  | Archie Parnell                                                             | 42 341                                                                     | 47,94                                                                      |
|                                                                            | American (en)                                                              | Josh Thornton                                                              | 319                                                                        | 0,36                                                                       |
|                                                                            | Libertarien                                                                | Victor Kocher                                                              | 273                                                                        | 0,31                                                                       |
|                                                                            | Vert                                                                       | David Kulma                                                                | 242                                                                        | 0,27                                                                       |
|                                                                            | Write-In                                                                   | Write-In                                                                   | 65                                                                         | 0,07                                                                       |
| Total des votes                                                            | Total des votes                                                            | Total des votes                                                            | 88 316                                                                     | 100 %                                                                      |
|                                                                            | Les Républicains conservent                                                |                                                                            |                                                                            |                                                                            |

### 2018
| Élection de 2018 du 5e district congressionnel de Caroline du Sud | Élection de 2018 du 5e district congressionnel de Caroline du Sud | Élection de 2018 du 5e district congressionnel de Caroline du Sud | Élection de 2018 du 5e district congressionnel de Caroline du Sud | Élection de 2018 du 5e district congressionnel de Caroline du Sud |
| ----------------------------------------------------------------- | ----------------------------------------------------------------- | ----------------------------------------------------------------- | ----------------------------------------------------------------- | ----------------------------------------------------------------- |
| Parti                                                             | Parti                                                             | Candidat                                                          | Votes                                                             | %                                                                 |
|                                                                   | Républicain                                                       | Ralph Norman (sortant)                                            | 141 757                                                           | 57,0                                                              |
|                                                                   | Démocrate                                                         | Archie Parnell                                                    | 103 129                                                           | 41,5                                                              |
|                                                                   | Constitution                                                      | Michael Chandler                                                  | 3 443                                                             | 1,4                                                               |
|                                                                   | Write-In                                                          | Write-In                                                          | 250                                                               | 0,1                                                               |
| Total des votes                                                   | Total des votes                                                   | Total des votes                                                   | 248 579                                                           | 100 %                                                             |
|                                                                   | Les Républicains conservent                                       |                                                                   |                                                                   |                                                                   |

### 2020
| Élection de 2020 du 5e district congressionnel de Caroline du Sud | Élection de 2020 du 5e district congressionnel de Caroline du Sud | Élection de 2020 du 5e district congressionnel de Caroline du Sud | Élection de 2020 du 5e district congressionnel de Caroline du Sud | Élection de 2020 du 5e district congressionnel de Caroline du Sud |
| ----------------------------------------------------------------- | ----------------------------------------------------------------- | ----------------------------------------------------------------- | ----------------------------------------------------------------- | ----------------------------------------------------------------- |
| Parti                                                             | Parti                                                             | Candidat                                                          | Votes                                                             | %                                                                 |
|                                                                   | Républicain                                                       | Ralph Norman (sortant)                                            | 220 006                                                           | 60,1                                                              |
|                                                                   | Démocrate                                                         | Moe Brown                                                         | 145 979                                                           | 39,9                                                              |
|                                                                   | Write-In                                                          | Write-In                                                          | 273                                                               | 0,1                                                               |
| Total des votes                                                   | Total des votes                                                   | Total des votes                                                   | 366 258                                                           | 100 %                                                             |
|                                                                   | Les Républicains conservent                                       |                                                                   |                                                                   |                                                                   |

### 2022
La Primaire républicaine a été annulée. Ralph Norman, le Représentant sortant, avance vers l'Élection Générale.
| Primaire démocrate de 2022 du 5e district congressionnel de Caroline du Sud | Primaire démocrate de 2022 du 5e district congressionnel de Caroline du Sud | Primaire démocrate de 2022 du 5e district congressionnel de Caroline du Sud | Primaire démocrate de 2022 du 5e district congressionnel de Caroline du Sud | Primaire démocrate de 2022 du 5e district congressionnel de Caroline du Sud |
| --------------------------------------------------------------------------- | --------------------------------------------------------------------------- | --------------------------------------------------------------------------- | --------------------------------------------------------------------------- | --------------------------------------------------------------------------- |
| Parti                                                                       | Parti                                                                       | Candidat                                                                    | Votes                                                                       | %                                                                           |
|                                                                             | Démocrate                                                                   | Evangeline Hundley                                                          | 11 257                                                                      | 57,6                                                                        |
|                                                                             | Démocrate                                                                   | Kevin Eckert                                                                | 8 274                                                                       | 42,4                                                                        |

| Élection de 2022 du 5e district congressionnel de Caroline du Sud | Élection de 2022 du 5e district congressionnel de Caroline du Sud | Élection de 2022 du 5e district congressionnel de Caroline du Sud | Élection de 2022 du 5e district congressionnel de Caroline du Sud | Élection de 2022 du 5e district congressionnel de Caroline du Sud |
| ----------------------------------------------------------------- | ----------------------------------------------------------------- | ----------------------------------------------------------------- | ----------------------------------------------------------------- | ----------------------------------------------------------------- |
| Parti                                                             | Parti                                                             | Candidat                                                          | Votes                                                             | %                                                                 |
|                                                                   | Républicain                                                       | Ralph Norman (sortant)                                            | 154 725                                                           | 64,0                                                              |
|                                                                   | Démocrate                                                         | Evangeline Hundley                                                | 83 299                                                            | 34,5                                                              |
|                                                                   | Vert                                                              | Larry Gaither                                                     | 3 547                                                             | 1,5                                                               |
|                                                                   | Write-In                                                          | Write-In                                                          | 136                                                               | 0,1                                                               |
| Total des votes                                                   | Total des votes                                                   | Total des votes                                                   | 241 707                                                           | 100 %                                                             |
|                                                                   | Les Républicains conservent                                       |                                                                   |                                                                   |                                                                   |

### 2024
Les Primaires républicaines et démocrates ont été annulées. Ralph Norman (R-Sortant) et Evangeline Hundley (D) avancent vers l'Élection Générale.
| Élection de 2024 du 5e district congressionnel de Caroline du Sud | Élection de 2024 du 5e district congressionnel de Caroline du Sud | Élection de 2024 du 5e district congressionnel de Caroline du Sud | Élection de 2024 du 5e district congressionnel de Caroline du Sud | Élection de 2024 du 5e district congressionnel de Caroline du Sud |
| ----------------------------------------------------------------- | ----------------------------------------------------------------- | ----------------------------------------------------------------- | ----------------------------------------------------------------- | ----------------------------------------------------------------- |
| Parti                                                             | Parti                                                             | Candidat                                                          | Votes                                                             | %                                                                 |
|                                                                   | Républicain                                                       | Ralph Norman (sortant)                                            | 228 260                                                           | 63,5                                                              |
|                                                                   | Démocrate                                                         | Evangeline Hundley                                                | 130 592                                                           | 36,3                                                              |
|                                                                   | Write-In                                                          | Write-In                                                          | 557                                                               | 0,2                                                               |
| Total des votes                                                   | Total des votes                                                   | Total des votes                                                   | 359 409                                                           | 100 %                                                             |
|                                                                   | Les Républicains conservent                                       |                                                                   |                                                                   |                                                                   |

## Dans la culture populaire
Dans la première saison de House of Cards, le protagoniste Frank Underwood représente le district à la Chambre des Représentants des États-Unis en tant que Démocrate entre 1991 et 2013.